# Markéta Fialková
Markéta Fialková (* 27. März 1956 in Prag; † 23. August 2011 in Tirana) war eine tschechische Diplomatin und frühere Dissidentin.

## Wirken
Fialková unterzeichnete im März 1977 die Charta 77, eine im Januar desselben Jahres veröffentlichte Petition gegen die Menschenrechtsverletzungen des kommunistischen Regimes in der Tschechoslowakei. Als Folge ihres regierungskritischen Engagements wurde ihr das Studium verwehrt. Sie verdiente ihren Lebensunterhalt nun stattdessen als Gärtnerin und Krankenpflegerin.
Nach der Samtenen Revolution begann Fialková 1990 im Außenministerium zu arbeiten. Im April 1990 wurde sie von Präsident Václav Havel zur Botschafterin in Polen ernannt. Sie bekleidete diesen Posten vier Jahre. Für ihre Verdienste um die tschechisch-polnischen Beziehungen erhielt sie den Verdienstorden der Republik Polen.
Fialková starb August 2011 im Alter von 55 Jahren in der tschechischen Botschaft in Tirana, wo sie seit September 2007 als tschechische Botschafterin in Albanien tätig gewesen war.
Für die Organisation für Sicherheit und Zusammenarbeit in Europa war sie unter anderem Wahlbeobachterin in Bosnien und Herzegowina, Georgien und dem Kosovo.